# Calabash
Calabash est une ville américaine située dans le comté de Brunswick en Caroline du Nord. en 2010, sa population était de 1 786 habitants.

## Démographie
| 1980 | 1990  | 2000 | 2010  | - | - |
| ---- | ----- | ---- | ----- | - | - |
| 128  | 1 210 | 711  | 1 786 | - | - |

## Traduction
- (en) Cet article est partiellement ou en totalité issu de l’article de Wikipédia en anglais intitulé « Calabash, North Carolina » (voir la liste des auteurs).